# Rigtersbleek

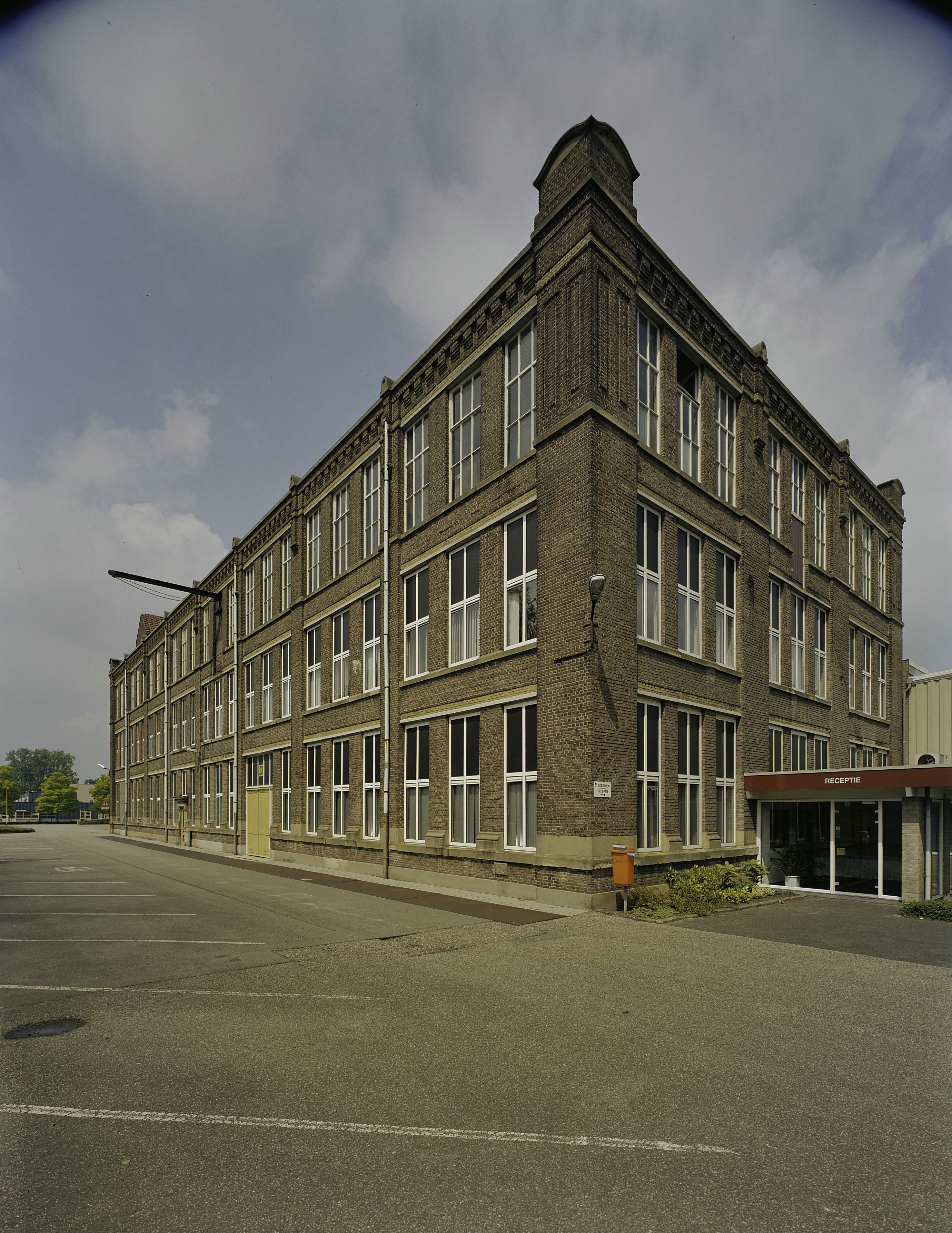
Spinnerij Rigtersbleek

Rigtersbleek was een textielfabriek in Enschede.
Oorsprong van de naam is een textielblekerij die door de Rigter Willem Greve (1768-1835) werd opgericht. In 1862 werd deze blekerij aangekocht door Gerrit Jan van Heek. In 1897 richtte hij hier, samen met zijn zoons Jan Herman van Heek, Gerrit Jan van Heek Jr. en Arnold Helmig van Heek de firma G.J. van Heek & Zonen op, die kortweg bekend stond als Rigtersbleek en gelegen was aan de Goolkatenweg. Hier werd een moderne spinnerij en weverij opgericht. Architect was Philip Sidney Stott.
Aanvankelijk werkte de fabriek enkel voor de export maar vanaf de jaren '20 van de 20e eeuw werd ook de binnenlandse markt bediend.
In de 2e helft van de 20e eeuw was de fabriek -met een tamelijk starre hiërarchie- niet meer opgewassen tegen de ontwikkelingen. Een fusie met zusterbedrijf Van Heek & Co. bood geen soelaas en in 1967 kwam er een eind aan beide bedrijven. Massa-ontslagen volgden.
In 1990 werden de meeste fabrieksgebouwen gesloopt. In een gebouw aan de Goolkatenweg, de voormalige Spinnerij Rigtersbleek werd omgevormd tot een bedrijfsverzamelgebouw.